# قائمة مناطق الكويت

محافظات الكويت الستة

مناطق الكويت السكنية، تقسم دولة الكويت إدارياً إلى ست محافظات وهي: محافظة العاصمة، محافظة الأحمدي، محافظة الفروانية، محافظة الجهراء، محافظة حولي ومحافظة مبارك الكبير. يعود بداية إنشاء محافظات دولة الكويت إلى المرسوم الأميري رقم 6 الصادر في عام 1962 حيث قسم الكويت إلى ثلاث محافظات وهي: محافظة العاصمة ومحافظة حولي ومحافظة الأحمدي. وقد وضح المرسوم عمل المحافظ، وتبعيته المحافظ إلى وزارة الداخلية، ومسؤوليتة تجاه الأمن، على أن تقوم وزارة الداخلية بإصدار القرارات اللازمة لبيان حدود اختصاص المحافظ. حدث بعض التغييرات في شأن محافظات الكويت نُلَخِّصها فيما يلي:
- في 14 نوفمبر 1979: عُدّلت بعض أحكام مرسوم التقسيم الإداري بحيث أُضيفت محافظة رابعة وهي محافظة الجهراء.
- في 12 أكتوبر 1988: عُدّلت المادة الأولى من المادة بحيث تُقسم الكويت إلى خمس محافظات بإضافة محافظة الفروانية.[2]
- في 27 نوفمبر 1999: صدر المرسوم الأميري رقم 290 والذي يقضي بإضافة محافظة سادسة وهي محافظة مبارك الكبير.[3][4]

و بذلك أصبحت تقسم الكويت إداريًا إلى ستة محافظات تتبع كل محافظة عدة مناطق. تتبع كل من جزيرة وربة وجزيرة بوبيان محافظة محافظة الجهراء بينما باقي الجزر تتبع محافظة العاصمة.
تقسم دولة الكويت إدارياً إلى ست محافظات وهي:
1. محافظة العاصمة : تأسست عام 1962، ويقع بها مقر الحكم والحكومة ومجلس الأمة.
2. محافظة الجهراء : تأسست عام 1979، أكبر المحافظات مساحة.
3. محافظة الفروانية : تأسست عام 1988، أكبر محافظة من حيث عدد السكان بشكل عام.
4. محافظة حولي : تأسست عام 1962، أصغر المحافظات مساحة وأكثرها كثافة سكانية.
5. محافظة مبارك الكبير : تأسست عام 1999، أحدث محافظات الكويت تأسيساً.
6. محافظة الأحمدي : تأسست عام 1962، أكثر محافظة ذو كثافة سكانية (بالنسبة للكويتيين).

## محافظة العاصمة
تشمل محافظة العاصمة المناطق الأساسية لمدينة الكويت والعديد من الجزر البحرية، من بينها جزيرة فيلكا.
| الاسم الرسمي بالعربية        | الاسم الرسمي بالإنجليزية     | سنة التأسيس                  | # القطع | السكان (2011) | ملاحظات |  |
| ---------------------------- | ---------------------------- | ---------------------------- | ------- | ------------- | --- |  |
| ضاحية عبد الله السالم        | Abdulla Al-Salem             | 1963                         | 4       | 13,098        | في كثير من الأحيان يشار إلى ببساطة الضاحية ið̣-Ð̣āḥya . كان اسمها قديماً المجاص أو رمادان، ثم تغير الاسم إلى هذا الاسم الحالي تكريماً لحاكم الكويت الحادي عشر الشيخ عبد الله السالم الصباح. |  |
| العديلية                     | Adailiya                     | 1963                         | 4       | 11,006        | |  |
| حدائق السور                  | Al-Sour Gardens              | 1963                         | 4       |               | |  |
| بنيد القار                   | Bnaid Al-Qar                 |                              | 1       | 13,171        | سميت بهذا الاسم لترسب الزيوت فيها فكانت تشبه القار. |  |
| الدعية                       | Daiya                        | 1957                         | 5       | 11,289        | نسبت المنطقة إلى أول من سكنها الشيخ دعيج السلمان الصباح |  |
| الدسمة                       | Dasma                        | 1954                         | 6       | 12,455        | |  |
| الدوحة                       | Doha                         |                              | 5       | 22,047        | |  |
| ميناء الدوحة                 | Doha Port                    |                              |         | 573           | |  |
| الفيحاء                      | Faiha                        | 1956                         | 9       | 12,333        | |  |
| فيلكا                        | Failaka Island               |                              |         | 147           | يُعتقد بأن إحدى الكلمات التي اشتُق منها اسم «فيلكا» هي الكلمة الاغريقية «فيلاكيو» (باليونانية القديمة: φυλάκιο)، التي تعني نقطة تمركز أو موقع بعيد.                                       |  |
| غرناطة                       | Granada                      |                              | 3       | 8,752         | سميت على اسم مدينة غرناطة في إسبانيا. يظهر رسميًا في أشكال مختلفة ، بما في ذلك Granda و Ghornata.                                                                                        |  |
| القبلة                       | Jibla                        |                              | 15      | 4,772         | |  |
| كيفان                        | Kaifan                       | 1955                         | 7       | 17,300        | |  |
| الخالدية                     | Khaldiya                     | 1961                         | 4       | 9,820         | |  |
| المنصورية                    | Mansouriya                   | 1965                         | 2       | 5,589         | موقع النادي العربي، أحد أقدم الأندية الرياضية في الكويت. |  |
| المرقاب                      | Mirqab                       |                              | 3       | 3,699         | سميت بهذا الاسم لأنها أرض مرتفعة كان الناس يراقبون المناطقة القريبة منها والقادمون من جهة السور                                                                                         |  |
| النهضة                       | Nahdha                       |                              | 3       |               | كان اسمها في السابق شرق الصليبيخات، وكانت تشتهر في السابق بمكان للتعليم قيادة السيارات                                                                                                  |  |
| شمال غرب الصليبيخات          | North West Sulaibikhat       |                              | 3       | 7,941         | |  |
| النزهة                       | Nuzha                        | 1963                         | 3       | 8,372         | سميت بذلك لأنها كانت مكاناً للنزهه يذهب إليه الناس |  |
| القادسية                     | Qadsiya                      | 1958                         | 9       | 14,389        | |  |
| قرطبة                        | Qortuba                      |                              | 5       | 28,736        | |  |
| الروضة                       | Rawda                        | 1965                         | 5       | 21,535        | |  |
| الشامية                      | Shamiya                      | 1955                         | 10      | 14,708        | |  |
| شرق                          | Sharq                        |                              | 8       | 3,699         | |  |
| الشويخ                       | Shuwaikh                     | 1954                         | 8       | 3,012         | |  |
| الشويخ الصناعية              | Shuwaikh Industrial Area     |                              | 3       | 2,518         | |  |
| ميناء الشويخ                 | Shuwaikh Port                |                              |         | 185           | |  |
| الصليبخات                    | Sulaibikhat                  |                              | 5       | 23,686        | |  |
| القيروان                     | Qairawan                     |                              |         | 15,200        | |  |
| السرة                        | Surra                        |                              | 6       | 30,264        | |  |
| جزيرة عوهة                   | Ouha Island                  |                              |         | 0             | |  |
| جزيرة مسكان                  | Mischan Island               |                              |         | 0             | |  |
| جزيرة ام النمل               | Umm an Namil Island          |                              |         | 0             | |  |
| اليرموك                      | Yarmouk                      |                              | 4       | 15,385        | |  |
| تعداد السكان الإجمالي (2011) | تعداد السكان الإجمالي (2011) | تعداد السكان الإجمالي (2011) |         | 359,245       | |  |

مناطق أخرى
- دسمان
- الصوابر
- الصالحية
- الوطية

الجزر التابعة لمحافظة العاصمة
| - جزيرة فيلكا - جزيرة كبر - جزيرة عوهة - جزيرة أم المرادم | - جزيرة مسكان - جزيرة قاروه - جزيرة أم النمل - جزيرة الشويخ (عكاز أو القرين سابقًا) |

## محافظة الأحمدي
| - الفنطاس - العقيلة - الظهر - المقوع - المهبولة - الرقة - هدية - أبو حليفة - الصباحية - المنقف | - الفحيحيل - الأحمدي - الوفرة - الزور - الخيران - ميناء عبد الله - الوفرة الزراعية - بنيدر - الجليعة - الضباعية | - ضاحية جابر العلي - ضاحية فهد الأحمد - الشعيبة - واره - مدينة صباح الأحمد - النويصيب - مدينة الخيران - ضاحية علي صباح السالم أم الهيمان سابقاً - مدينة صباح الأحمد البحرية |

## محافظة الفروانية
| - أبرق خيطان - الأندلس - اشبيلية - جليب الشيوخ - خيطان - خيطان الجديدة - العمرية | - العارضية - العارضية الصناعية - العباسية - الفردوس - الفروانية - الحساوي - الشدادية | - الرابية - الرحاب - الرقعي - الري الصناعية - ضاحية صباح الناصر - ضاحية عبد الله المبارك - الضجيج |

## محافظة الجهراء
| - الصليبية - أمغرة - النعيم - القصر - الواحة - تيماء - النسيم | - العيون - القيصرية - العبدلي - الجهراء القديمة - الجهراء الجديدة - كاظمة - مدينة سعد العبد الله | - السالمي - المطلاع - مدينة الحرير - كبد - الروضتين - الصبية |

الجزر التابعة لمحافظة الجهراء
- جزيرة بوبيان
- جزيرة وربة

## محافظة حولي

موقع محافظة حولي

تقع محافظة حَوَلِّي على ساحل الخليج العربي ويبلغ عدد سكانها 664,299 نسمة وهي بذلك تعد أكبر المحافظات كثافة سكانية، بها عدة مشاريع تجارية ومجمعات تجارية وسكانية ضخمة ومن أهم شوارعها الرئيسية شارع بيروت وشارع تونس وشارع سالم المبارك في السالمية.
| الاسم الرسمي بالعربية         | الاسم الرسمي بالإنجليزية | سنة التأسيس | # القطع | السكان (2011) | ملاحظات |
| ----------------------------- | ------------------------ | ----------- | ------- | ------------- | --- |
| بيان                          | Bayan                    |             | 14      | 39,799        | معروف بقصر بايان |
| الجابرية                      | Jabriya                  |             | 14      | 56,392        | موطن للعديد من المستشفيات، بما في ذلك مستشفى مبارك الكبير ، ومستشفى هادي، ومستشفى رويال حياة، فضلاً عن العديد من السفارات، وبنك الدم الكويتي، وجامعة العلوم الصحية في جامعة الكويت |
| الرميثية                      | Rumaithiya               | 1964        | 12      | 41,787        | تحتوي على أكبر عدد من الحسينيات في الكويت. |
| السلام                        | Salam                    |             |         | 22,314        | من ضمن المناطق الخمس الجديدة وسط التمدد العمراني لمدينة الكويت |
| سلوى                          | Salwa                    |             | 12      | 80,283        | |
| البدع                         | Al- Bida'a               |             | 1       |               | منطقة ساحلية مع العديد من الأعمال التجارية مع إطلالة على البحر. |
| أنجفة                         | Anjafa                   |             | 1       |               | منطقة ساحلية مع العديد من الأعمال التجارية مع إطلالة على البحر. |
| حولي                          | Hawalli                  | 1906        | 11      | 128,549       | مقر المحافظة. |
| حطين                          | Hitteen                  |             | 4       | 20,809        | من ضمن المناطق الخمس الجديدة وسط التمدد العمراني لمدينة الكويت |
| مشرف                          | Mishrif                  |             | 7       | 27,391        | فيها نادي اليرموك الرياضي وجامعتان خاصة وأرض المعارض الدولية وسوق مركزي |
| ضاحية مبارك العبد الله الجابر | Mubarak Al-Abdullah      |             | 7       |               | وتسمى أيضًا بغرب مشرف |
| السالمية                      | Salmiya                  | الستينيات   | 10      | 196,153       | أنشطة تجارية كبيرة والعديد من المراكز التجارية. |
| الشعب                         | Shaab                    |             | 8       | 10,084        | |
| الشهداء                       | Shuhada                  |             | 5       | 15,258        | من ضمن المناطق الخمس الجديدة وسط التمدد العمراني لمدينة الكويت |
| الصديق                        | Al-Siddiq                |             | 7       | 26            | من ضمن المناطق الخمس الجديدة وسط التمدد العمراني لمدينة الكويت |
| منطقة الوزارات                | Ministries Area          |             | 1       |               | |
| الزهراء                       | Zahra                    |             | 8       | 23,792        | يضم ثاني أكبر مجمع تجاري وهو مجمع 360 في الكويت. |
| النقرة                        |                          |             |         |               | بها مجمع النقرة الشمالي ومجمع النقرة الجنوبي وكانت تضم أيضا ثانوية حولي للبنين. ومن معالمها أيضا دوار الكرد.                                                                      |
| إجمالي السكان (2011)          | إجمالي السكان (2011)     |             |         | 672,910       | |

## محافظة مبارك الكبير

محافظة مبارك الكبير

محافظة مبارك الكبير هي أحدث محافظة تم تأسيسها، حيث صدر المرسوم بإنشائها بتاريخ 27 نوفمبر 1999، وقد سميت باسم مبارك الكبير.
| الاسم الرسمي بالعربية | الاسم الرسمي بالإنجليزية | سنة التأسيس | # القطع | السكان (2011) | ملاحظات |
| --------------------- | ------------------------ | ----------- | ------- | ------------- | --- |
| أبو الحصانية          | Abu Al Hasaniya          |             |         | 1,682         | سُمِّيت بهذا الاسم نسبة إلى كثرة وجود الثعالب في المنطقة، وقد كان أهل الكويت سابقًا يسمون الثعلب: «أبو الحصين». |
| أبو فطيرة             | Abu Ftaira               |             |         | 57            | |
| العدان                | Al-Adan                  |             |         | 48,095        | |
| القرين                | Al Qurain                |             |         | 33,616        | |
| القصور                | Al-Qusour                |             |         | 38,606        | |
| الفنيطيس              | Al-Fnaitees              |             |         | 578           | |
| المسيلة               | Messila                  |             |         | 1,022         | |
| المسايل               | Al-Masayel               |             |         |               | |
| مبارك الكبير          | Mubarak Al-Kabeer        |             |         | 48,196        | مقر المحافظة.                                                                                               |
| صباح السالم           | Sabah Al-Salem           |             |         | 83,437        | |
| صبحانالصناعية         | Subhan Industrial        |             |         | 2,903         | |
| ويستا                 | Wista                    |             |         | 570           | |
| غرب أبو فطيرة حرفية   | West Abu Ftaira Herafiya |             |         |               | |
| إجمالي السكان (2011)  | إجمالي السكان (2011)     |             |         | 258,813       | |